# Bagna Izbickie
Bagna Izbickie este o arie protejată (sit de importanță comunitară — SCI) din Polonia întinsă pe o suprafață de 786,35 ha, integral pe uscat.

## Localizare
Centrul sitului Bagna Izbickie este situat la coordonatele 54°39′29″N 17°25′19″E / 54.658°N 17.422°E.

## Înființare
Situl Bagna Izbickie a fost declarat sit de importanță comunitară în aprilie 2004 pentru a proteja 5 specii de animale.

## Biodiversitate
Situată în ecoregiunea continentală, aria protejată conține 2 habitate naturale: Mlaștini oligotrofe degradate, capabile încă de regenerare naturală, Mlaștini împădurite.
La baza desemnării sitului se află mai multe specii protejate:
- mamifere (3): lupul (Canis lupus), castor (Castor fiber), vidră de râu (Lutra lutra)
- nevertebrate (2): libelule (Leucorrhinia pectoralis), fluturele purpuriu (Lycaena dispar)